# Autriche au Concours Eurovision de la chanson 1980
L'Autriche a participé au Concours Eurovision de la chanson 1980 le 19 avril à La Haye, aux Pays-Bas. C'est la 19e participation de l'Autriche au Concours Eurovision de la chanson.
Le pays est représenté par le groupe Blue Danube et la chanson Du bist Musik, sélectionnés en interne par l'ORF.

## Sélection interne
Le radiodiffuseur autrichien, Österreichischer Rundfunk (ORF), choisit en interne l'artiste et la chanson représentant l'Autriche au Concours Eurovision de la chanson 1980.
| Artiste     | Chanson       | Langue   | Traduction    |
| ----------- | ------------- | -------- | ------------- |
| Blue Danube | Du bist Musik | Allemand | Tu es musique |

Lors de cette sélection, c'est la chanson Du bist Musik, interprétée par Blue Danube, qui fut choisie. 
Le chef d'orchestre sélectionné pour l'Autriche à l'Eurovision 1980 est Richard Oesterreicher.

## À l'Eurovision

### Points attribués par l'Autriche
| 12 points | Pays-Bas    |
| 10 points | Irlande     |
| 8 points  | Allemagne   |
| 7 points  | Royaume-Uni |
| 6 points  | Suisse      |
| 5 points  | Grèce       |
| 4 points  | Espagne     |
| 3 points  | Turquie     |
| 2 points  | Italie      |
| 1 point   | Luxembourg  |

### Points attribués à l'Autriche
| 12 points             | 10 points                                        | 8 points                      | 7 points | 6 points                   |
| --------------------- | ------------------------------------------------ | ----------------------------- | -------- | -------------------------- |
|                       | - Irlande                                        |                               |          | - Norvège - Royaume-Uni    |
| 5 points              | 4 points                                         | 3 points                      | 2 points | 1 point                    |
| - Danemark - Finlande | - Allemagne - Espagne - France - Italie - Suisse | - Maroc - Pays-Bas - Portugal |          | - Belgique - Grèce - Suède |

Blue Danube interprète Du bist Musik en première position lors de la soirée du concours, précédant la Turquie.
Au terme du vote final, l'Autriche termine 8e sur 19 pays participants, ayant reçu 64 points au total,. L'Autriche attribue ses douze points aux Pays-Bas.